# Сохарево (Алтайский край)
Со́харево — село в Косихинском районе Алтайского края, Россия. Входит в состав Каркавинского сельсовета.

## География
Село находится на реке Афониха, левом притоке реки Лосиха.
Расстояние до
- районного центра Косиха 19 км;
- краевого центра Барнаул 73 км.

Климат
Климат резко континентальный. Средняя температура января минус 20 ˚С, июля — +21 ˚С. Абсолютный температурный максимум — +38 ˚С, абсолютный минимум — минус 52 ˚С. Преобладание в Косихинском районе малооблачной антициклональной погоды обуславливает низкие температуры зимой и достаточно высокие летом. Годовое количество атмосферных осадков — 350—400 мм. Примерно половина годового количества осадков выпадает в течение летних месяцев. Преобладающее направление ветра в течение года — юго-западное с переходом на северо-западное.
Транспорт
Ежедневно ходят рейсовые междугородние автобусы из районного центра Косиха — Сохарево.

## История
В «Списке населенных мест Сибирского края» числится село Сохарево на речке Афониха, дата основания 1807 год, в деревне 162 хозяйства по переписи 1926 года и 828 жителей, лавка общества потребителей, сельсовет и школа 1 ступени.

## Население
| 1997 | 1998 | 1999 | 2000 | 2001 | 2002 | 2003 |
| ---- | ---- | ---- | ---- | ---- | ---- | ---- |
| 193  | ↗202 | ↗203 | ↘195 | ↗196 | ↘179 | ↘161 |
| 2004 | 2005 | 2006 | 2007 | 2008 | 2009 | 2010 |
| ↘148 | ↘146 | ↘142 | ↘131 | ↘124 | ↘122 | ↘96  |
| 2011 | 2012 | 2013 |      |      |      |      |
| ↘95  | ↘94  | ↘85  |      |      |      |      |

```
Почтовое отделение, школа, магазин обслуживающее жителей из села Сохарево, находится в 
Каркавино
.
```